# Cimaruta

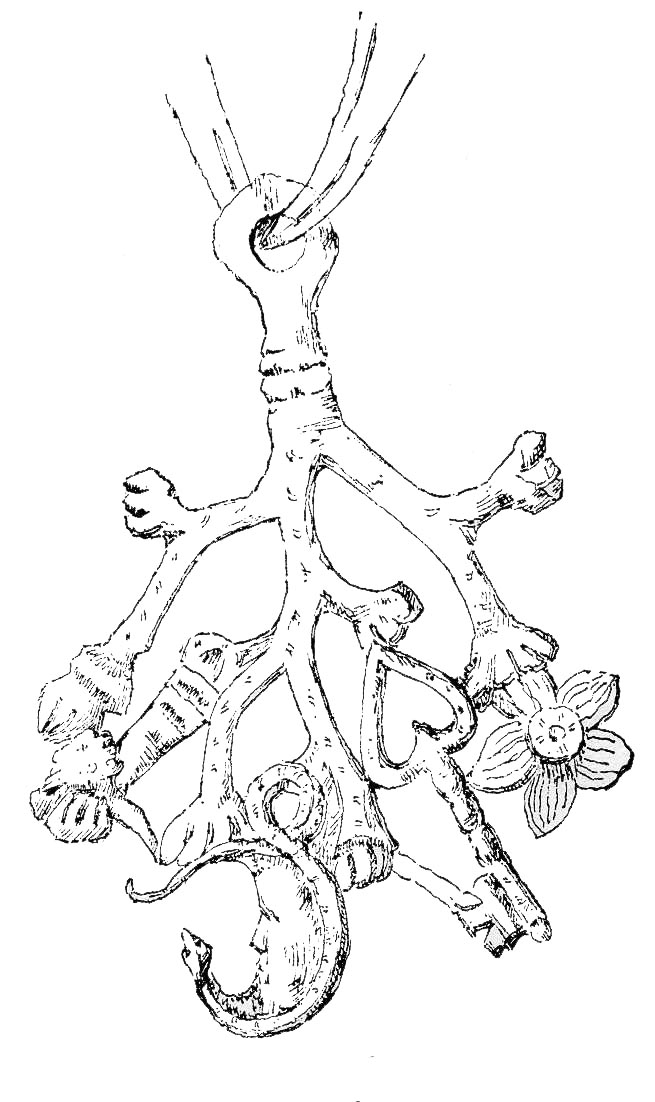
Gravura de um cimaruta (1895)

O cimaruta ("chee-mah-roo-tah") é um amuleto popular italiano, um tipo tradicionalmente usado em volta do pescoço ou pendurado acima da cama de uma criança para afastar o mau-olhado (em italiano:  mal'occhio) Comumente feito de prata, o amuleto em si consiste em vários pequenos encantos apotropaicos (alguns dos quais se apoiam no simbolismo cristão), com cada peça individual anexada ao que deveria representar um ramo da arruda — a erva medicinal da qual todo o talismã é nomeado, "cimaruta" sendo uma forma napolitana de cima di ruta.
As partes componentes dos cimarutas, particularmente associadas ao sul da Itália, podem diferir por região de origem. De um talo central de que serve de base, irradiam vários galhos que parecem florescer em vários desenhos; os ramos divergentes "brotam" em suas extremidades símbolos mágicos como: uma rosa; uma mão segurando uma varinha ou uma espada; um coração em chamas; um peixe; uma lua crescente; uma cobra; uma coruja; um capacete medieval emplumado; uma flor de verbena; um golfinho; um pau; e uma águia. Um cimaruta, por exemplo, pode conter as imagens coletivas de uma chave, punhal, flor e lua. A maioria tem dois lados e é bastante grande — com quase quatro polegadas de largura.

## No neopaganismo
Juntamente com vários outros elementos documentados das tradições mágicas regionais, o cimaruta é (supostamente) utilizado emprestada entre bruxas ítalo-americanas auto-identificadas. Alguns praticantes da "religião da bruxaria" neopagã, Stregheria (ou "Streghe"), podem considerá-lo um remanescente de uma tradição mágica italiana mais antiga, como a detalhada por Charles Leland em seu texto de 1899, Aradia, or the Gospel of the Witches (que — além de influenciar diretamente o desenvolvimento da Stregheria — alegava a existência de um culto bruxo pagão insular ativo na Itália).
Algumas versões modernas do cimaruta são fundidos em bronze ou estanho.
O autor Raven Grimassi em seu livro The Cimaruta: And Other Charms Magical From Old Italy (2012) discute o amuleto como um sinal de associação à "Sociedade de Diana", à qual ele se refere como uma organização de bruxas. Grimassi argumenta que o cimaruta era originalmente um amuleto de bruxaria usado por bruxas que mais tarde foi arrogado pela Magia Popular Italiana, e que símbolos cristãos foram então adicionados aos símbolos pagãos originais.